# Denílson Pereira Neves
Denílson Pereira Neves (São Paulo, 16 februari 1988) - alias Denílson - is een Braziliaanse voetballer die bij voorkeur op het middenveld speelt.
Denilson komt uit de jeugdopleiding van São Paulo, waarmee hij de Copa Libertadores en de FIFA Club World Cup won. Na twaalf optredens in het eerste van São Paulo, vertrok Denílson voor vijf miljoen euro naar Arsenal. Volgens de trainer Arsène Wenger, had de jonge Braziliaan iets weg van zowel Tomas Rosícky als Gilberto Silva. Zijn eerste profduel voor Arsenal was op 24 oktober 2006 in de Carling League Cup, in de derde ronde tegen West Bromwich Albion. Zijn competitiedebuut in de Premier League was op 30 december 2006 tegen Sheffield United. Arsenal verloor met 1-0.